# Szabó Imre (tanár-politikus, 1943)
Szabó Imre dr. (Kurd, 1943. augusztus 9.) ny. gimnáziumi tanár, volt polgármester és országgyűlési képviselő (MSZP); Dombóvár város díszpolgára.

## Életútja
A dombóvári Gőgös Ignác Gimnáziumban érettségizett, majd az ELTE-n magyar-orosz szakos diplomát szerzett 1966-ban.

## Díjak, elismerések
- Dombóvár város díszpolgára - 2016

## Társasági tagság
- Magyar Szocialista Párt

## Külső hivatkozások
- Ki-Kicsoda - 2000
- Országgyűlési választások - 1994